# Burgos CF
Burgos Club de Fútbol – hiszpański klub piłkarski, grający w Segunda División, mający siedzibę w mieście Burgos.

## Historia
Burgos CF został założony w 1922, jako Gimnástica Burgalesa Club de Fútbol. W 1983 z powodów ekonomicznych klub upadł. W 1994 klub został na nowo reaktywowany.
W sezonie 2024/2025 Burgos występuje w Segunda División.

## Sezon po sezonie
| sezon     | liga                        | poziom ligowy | miejsce | uwagi                    |
| --------- | --------------------------- | ------------- | ------- | ------------------------ |
| 1994/1995 | Regional Ordinaria          | VI            | 1.      | awans                    |
| 1995/1996 | Regional Preferente, gr. A  | V             | 1.      | awans                    |
| 1996/1997 | Tercera División, gr. VIII  | IV            | 1.      | awans po barażach        |
| 1997/1998 | Segunda División B, gr. II  | III           | 15.     |                          |
| 1998/1999 | Segunda División B, gr. II  | III           | 4.      | przegrane baraże o awans |
| 1999/2000 | Segunda División B, gr. II  | III           | 3.      | przegrane baraże o awans |
| 2000/2001 | Segunda División B, gr. II  | III           | 1.      | awans po barażach        |
| 2001/2002 | Segunda División            | II            | 16.     | spadek                   |
| 2002/2003 | Segunda División B, gr. III | III           | 3.      | przegrane baraże o awans |
| 2003/2004 | Segunda División B, gr. II  | III           | 5.      |                          |
| 2004/2005 | Segunda División B, gr. II  | III           | 3.      | przegrane baraże o awans |
| 2005/2006 | Segunda División B, gr. II  | III           | 3.      | przegrane baraże o awans |
| 2006/2007 | Segunda División B, gr. II  | III           | 2.      | przegrane baraże o awans |
| 2007/2008 | Segunda División B, gr. II  | III           | 18.     | spadek                   |
| 2008/2009 | Tercera División, gr. VIII  | IV            | 3.      | przegrane baraże o awans |
| 2009/2010 | Tercera División, gr. VIII  | IV            | 1.      | przegrane baraże o awans |
| 2010/2011 | Tercera División, gr. VIII  | IV            | 1.      | awans po barażach        |
| 2011/2012 | Segunda División B, gr. II  | III           | 20.     | spadek                   |
| 2012/2013 | Tercera División, gr. VIII  | IV            | 1.      | awans po barażach        |
| 2013/2014 | Segunda División B, gr. I   | III           | 10.     |                          |
| 2014/2015 | Segunda División B, gr. I   | III           | 12.     |                          |
| 2015/2016 | Segunda División B, gr. I   | III           | 5.      |                          |
| 2016/2017 | Segunda División B, gr. I   | III           | 16.     | utrzymanie po barażach   |
| 2017/2018 | Segunda División B, gr. II  | III           | 11.     |                          |
| 2018/2019 | Segunda División B, gr. I   | III           | 13.     |                          |
| 2019/2020 | Segunda División B, gr. II  | III           | 8.      |                          |
| 2020/2021 | Segunda División B, gr. I   | III           | 1./1.   | awans po barażach        |
| 2021/2022 | Segunda División            | II            | 11.     |                          |
| 2022/2023 | Segunda División            | II            | 11.     |                          |
| 2023/2024 | Segunda División            | II            | 9.      |                          |
| 2024/2025 | Segunda División            | II            |         |                          |

## Sukcesy
Copa Federación de España: 1996/97